# Panama Hattie (film)
Panama Hattie is een Amerikaanse muziekfilm uit 1942 onder regie van Norman Z. McLeod.

## Verhaal
Hattie Maloney werkt als serveerster in een bar in Panama. Ze wordt er verliefd op Dick Bulliard, een rijke weduwnaar uit Philadelphia. Hij wil alleen met Hattie trouwen, als zijn dochtertje Geraldine haar aanvaardt als stiefmoeder.

## Rolverdeling
| Acteur           | Personage         |
| ---------------- | ----------------- |
| Red Skelton      | Red               |
| Ann Sothern      | Hattie Maloney    |
| Rags Ragland     | Rags              |
| Ben Blue         | Rowdy             |
| Marsha Hunt      | Leila Tree        |
| Virginia O'Brien | Flo Foster        |
| Alan Mowbray     | Jay Jerkins       |
| Dan Dailey       | Dick Bulliard     |
| Jackie Horner    | Geraldine Bulliet |